# امیر تراغای
امیر تَراغای یا تَراغای پدر تیمور لنگ، بنیان‌گذار حکومت تیموریان و نیای گورکانیان هند است.
امیر تراغای پسر سینگو خان پسر باداکول خان پسر تگودار خان پسر تیمورخان پسر تائول خان پسر شاهرخ پسر قاچایق پسر تنگو خان پسر جغتای خان پسر تمو چن چنگیز خان پسر یسوکای بهادر بود.

## خانواده

### همسر(ان)
تنها همسر مشخص تراغای، تکینا مُه‌بیگم بود.

### فرزند(ان)
او از همسرش تکینا خاتون، صاحب فرزندی به نام تیمور شد که بعدها سلسله تیموریان را تأسیس نمود.

## تبارنامه
§: پادشاهان تیموری ایران ≈: پادشاهان گورکانی هند
- امیر تراغای
  - تیمور لنگ گورکان §
    - میرزا غیاث‌الدین جهانگیر
      - محمد سلطان جهانگیر
      - پیرمحمد جهانگیر §

    - عمرشیخ میرزا
      - پیرمحمد عمرشیخ
      - اسکندر عمرشیخ
      - رستم عمرشیخ
      - بایقرا عمرشیخ
        - امیرمنصور بایقرا
          - خاقان منصور سلطان حسین میرزا معزالسلطنه بایقرا ابوالغازی §
            - بدیع‌الزمان میرزا §
              - محمدمعین میرزا
              - محمدزمان میرزا

            - مظفر حسین میرزا
            - ابراهیم حسین میرزا
            - شاه غریب میرزا
            - ابوالحسن میرزا
            - محمدمحسن میرزا
            - ابوتراب میرزا
            - محمدحسین میرزا
            - فریدون‌حسین میرزا
            - حیدر میرزا
            - محمدمعصوم میرزا
            - فرخ‌حسین میرزا
            - ابن‌حسین میرزا
            - محمدقاسم میرزا

    - میران‌شاه میرزا §
      - امیر خلیل سلطان §
        - علی میرزا
        - محمدبهادر میرزا
        - برکل میرزا
        - محمدبایقرا میرزا

      - ابوبکر میران‌شاه
      - سلطان محمد میرزا
        - منوچهر میرزا
        - میرزا ابوسعید بیگ محمد خان (میرزا) §
          - سلطان احمد میرزا §
          - سلطان محمد میرزا
          - سلطان محمود میرزا §
            - سلطان مسعود میرزا
            - بای‌سنقر سلطان میرزا
            - میرزا سلطان علی
            - سلطان حسین میرزا
            - سلطان ویس میرزا

          - عمرشیخ میرزای دوم
            - بابر ≈
              - همایون
                - العمان میرزا
                - اکبر
                  - حسن میرزا
                  - حسین میرزا
                  - جهانگیر
                    - خسرو میرزا
                      - داور بخش
                      - بلنداختر میرزا
                      - گرشاسپ میرزا

                    - پرویز میرزا
                      - سلطان دوراندیش

                    - خرم میرزا
                      - دارا شکوه

                      - شاه شجاع
                        - زین‌الدین میرزا
                        - زین‌العابدین میرزا
                        - بلنداختر میرزا

                      - جهان افروز میرزا
                      - اورنگ‌زیب
                        - محمد سلطان
                          - شاهزاده مسعودبخش

                        - بهادرشاه یکم
                          - جهاندارشاه
                            - عزالدین میرزا
                            - اعزالدین میرزا
                            - عالمگیر دوم
                              - شاه عالم دوم

                          - عزالدین میرزا
                          - عظیم‌الشأن میرزا
                            - محمدکریم میرزا
                            - همایون‌بخت میرزا
                            - روح‌الدوله میرزا
                            - احسن‌الله میرزا
                            - فرخ‌سیر

                          - دولت‌افزا میرزا
                          - رفیع‌الشأن میرزا
                            - رفیع‌الدرجات
                            - شاه‌جهان دوم
                            - محمدابراهیم

                          - جهان‌شاه میرزا
                            - محمدشاه
                              - شهریارشاه بهادر
                              - احمدشاه بهادر
                                - حمیدشاه بهادر
                                - جهان‌شاه چهارم
                                - تالاسعیدشاه بهادر
                                - محمدجمیعت شاه بهادر
                                - محمد دیلور شاه بهادر
                                - میرزا روجبی
                                - میرزا موغ‌لو

                              - تاج محمد

                          - محمدهمایون میرزا

                        - محمداعظم شاه
                        - سلطان محمد اکبر
                        - محمد کم بخش

                      - ایزد بخش
                      - مراد بخش
                      - لطف‌الله

                    - شهریار میرزا
                    - جهاندار میرزا

                  - مراد میرزا
                    - رستم میرزا
                    - علم سلطان میرزا
                    - جهان بانو بیگم

                  - دانیال میرزا
                    - تهمورث میرزا
                    - بای‌سنقر میرزا
                    - هوشنگ میرزا

                - میرزا محمد حکیم
                  - افراسیاب میرزا
                  - کیقباد میرزا

                - ابراهیم سلطان میرزا
                - فرخ‌فل میرزا

              - کامران میرزا
                - ابراهیم سلطان میرزا
                - ابوالقاسم میرزا

              - عسکری میرزا
              - هیندال میرزا
              - احمد میرزا
              - شاهرخ میرزا
              - باربول میرزا
              - الوار میرزا
              - فاروغ میرزا

            - جهانگیر میرزای دوم
            - نصیر میرزا

          - سلطان مراد میرزا
          - سلطان ولد میرزا
          - الغ بیگ میرزا
          - ابابکر میرزا
          - سلطان خلیل میرزا
          - شاهرخ میرزا

    - شاهرخ میرزا §
      - الغ بیگ §
        - عبداللطیف میرزا §
          - ابوالرزاق میرزا
          - احمد میرزا
          - محمود میرزا
          - جوکی میرزا
          - محمدباقر میرزا

        - عبیدالله میرزا
        - عبدالله میرزا
        - عبدالله میرزا
        - عبدالحمید میرزا
        - عبدالجبرار میرزا

      - غیاث‌الدین بای‌سنقر
        - علاءالدوله میرزا
          - ابراهیم میرزا §

        - ابوالقاسم بابر میرزا §
          - میرزا شاه محمود §

        - سلطان محمد میرزا §
          - یادگار محمد میرزا §

      - ابراهیم میرزا §
        - سلطان ایشک میرزا
        - سلطان محمد میرزا
        - اسماعیل میرزا
        - سلطان عبدالله میرزا §

      - میرزا سویورقاتمیش خان
      - میرزا محمد جوکی